# حبل منوي
الحبل المنوي (بالإنجليزية: Spermatic cord)‏ هو هيكل يشبه الحبل موجود في الذكور ومكون من الأسهر والأنسجة المحيطة التي تمتد من الحلقة الأربية العميقة إلى كل خصية، ويغطى بالغلالة الغمدية، وهي امتداد للبريتوني الذي يمر عبر اللفافة المستعرضة.

## التركيب
يُغطى الحبل المنوي بثلاث طبقات من الأنسجة:
- لفافة منوية خارجية، وهي امتداد اللفافة اللامسماة التي تتخطى الوتر العريض للعضلة المائلة الخارجية.
- العضلة واللفافة المشمرة، التي شكلت من استمرار العضلة المائلة الداخلية واللفافة الخاصة بها.
- اللفافة المنوية الداخلية متصلة باللفافة المستعرضة.

ويبلغ القطر الطبيعي للحبل المنوي حوالي 16 ملم (من 11 إلى 22 ملم).

## الوظيفة

### محتويات الحبل المنوي
- شرايين: شريان خصوي، شريان إلى الأسهر، شريان عضلة مشمرة
- أعصاب: عصب إلى عضلة مشمرة (العصب التناسلي من العصب التناسلي الفخذي)، الأعصاب الخصوية (أعصاب ودية)
- الأسهر
- الضفيرة الوريدية المحلاقية
- أوعية لمفاوية
- الغلالة الغمدية (بقايا الناتئ الغمدي)

تمر الضفيرة الوريدية المحلاقية، والشريان الخصوي، شريان العضلة المشمرة، والشريان إلى الأسهر، والأوعية اللمفاوية، والأعصاب الودية الخصوية، والأسهر في عمق اللفافة المنوية الداخلية، بينما يمر العصب الحرقفي الأربي على سطح اللفافة المنوية الخارجية.

## الأهمية الإكلينيكية
الحبل المنوي حساس للالتواء، حيث تدور الخصية داخل كيسها وتمنع تدفق الدم الخاص بها. وقد يؤدي التواء الخصية إلى ضرر لا رجعة فيه بالخصية في غضون ساعات، ويتجمع السائل المصلي في الحبل المنوي.
وقد تبرز محتويات التجويف البطني في القناة الإربية، وتنتج فتق إربي غير مباشر.
ويشار إلى دوالي الحبل المنوي بدوالي الخصية. وعلى الرغم من عدم وجود أعراض في كثير من الأحيان، إلا أن الخصوبة عند حوالي واحد من كل أربعة أشخاص ذوي دوالي الخصية قد تتأثر سلبا.

## صور إضافية

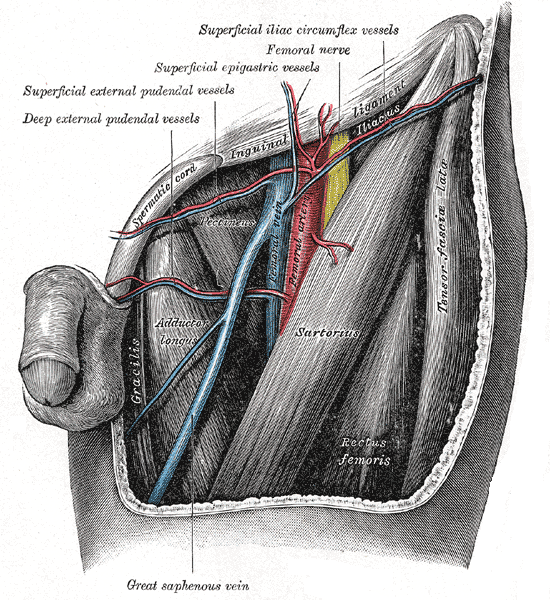
المثلث الفخذي الأيسر
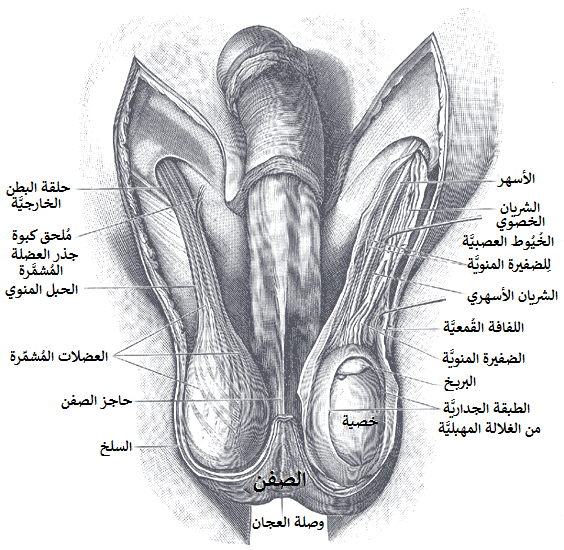
الصفن.
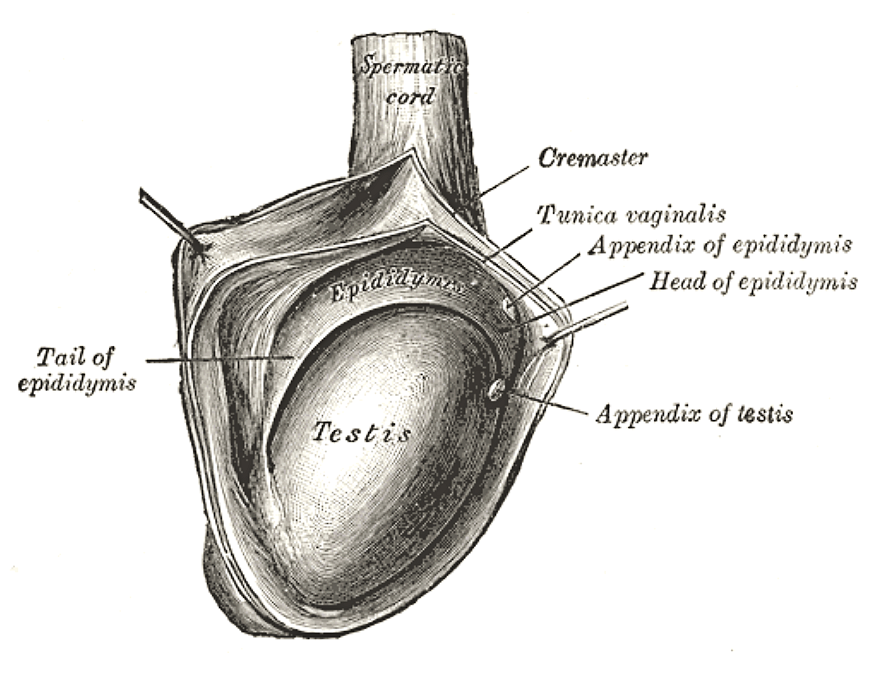
الخُصية اليمنى في الغلالة الغمدية
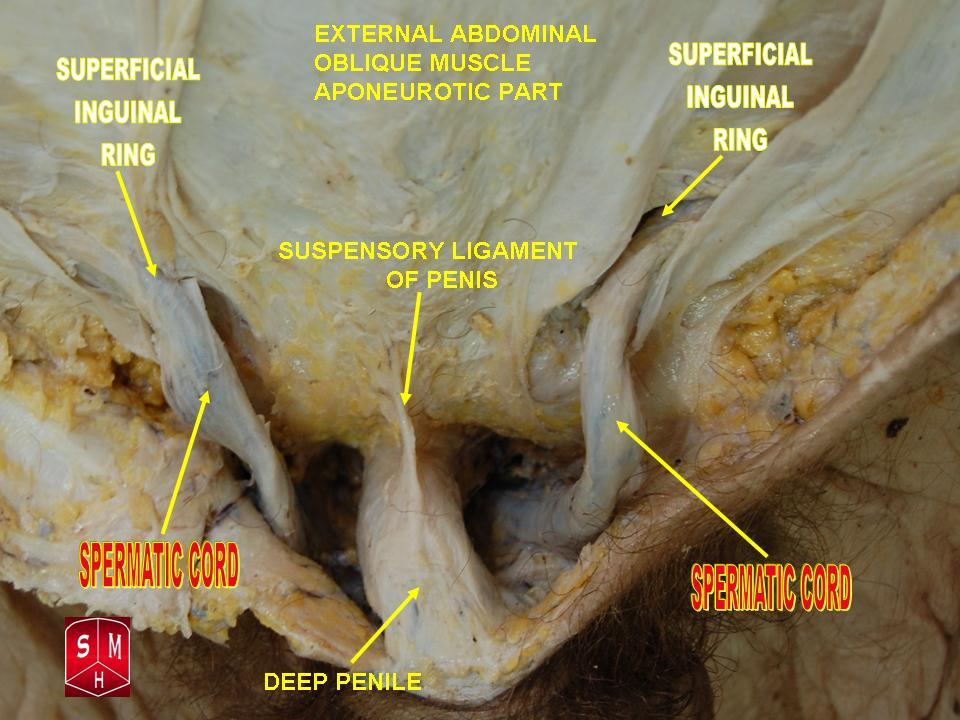
حبل منوي
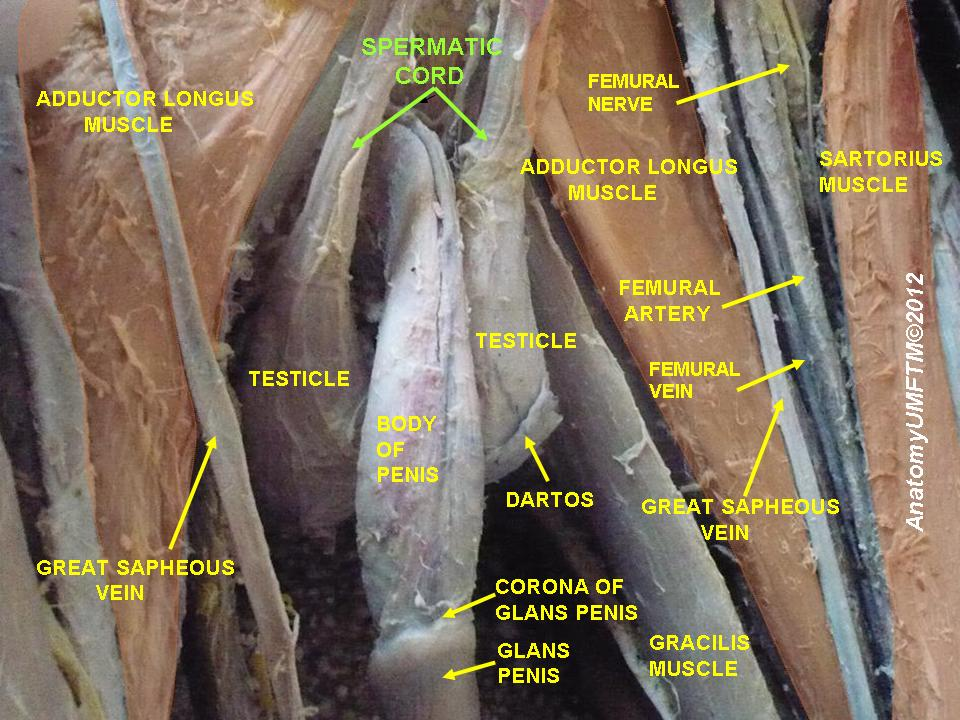
حبل منوي
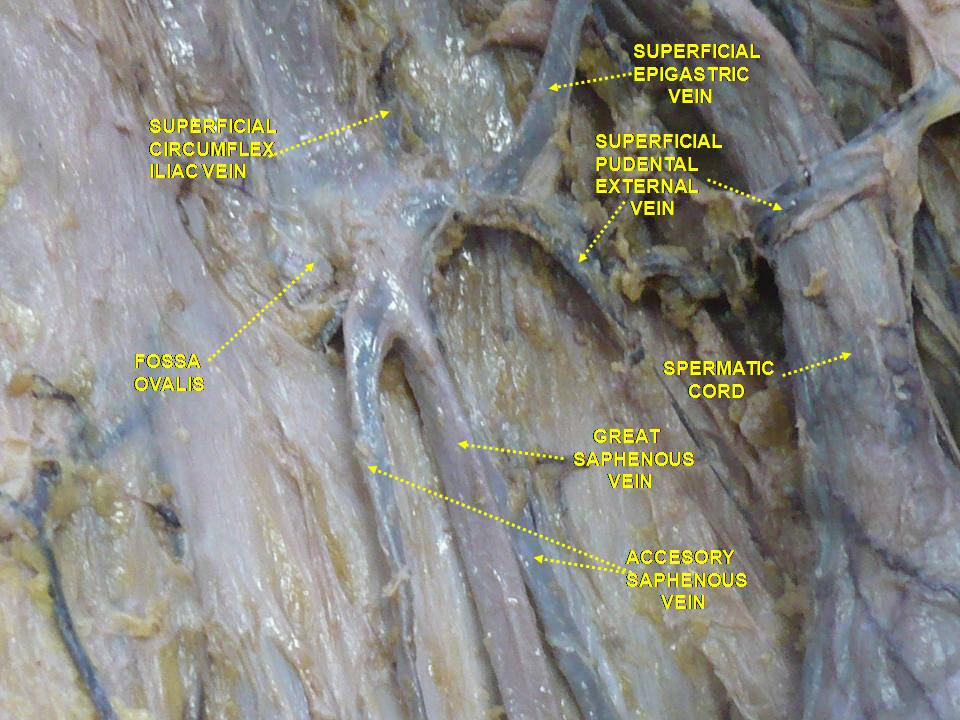
أوردة سطحية من الطرف السفلي، منظر خارجي

## دوالي الحبل المنوي
دوالي الحبل المنوي هي توسع في الأوردة الخصوية التي من المفترض أن تسحب الدم الفاسد من الخصية نحو الأعلى حيث ينقل فيما بعد للرئة والقلب لتنقيته كما هو الحال في أوردة أي عضو آخر في الجسم. والمشكلة هنا لا تنتهي بحدوث التوسع فقط كما في دوالي الساقين، بل في جريان الدم بالاتجاه المعاكس. أي بدل أن يسيل الدم من الأسفل باتجاه الكلية فإنه يسيل من الكلية باتجاه الأسفل نحو الخصية مما يسبب ركودة دموية كبيرة في الخصية تؤدي بدورها إلى تأثيرٍ سلبي في الخصية حيث تُعطَل إحدى أهم آليات المسكن الخصوي الخارجي ألا وهي تنظيم الحرارة.

## روابط خارجية
- شكل تشريحي: 36:01-00 على موقع مركز سوني دونستات الطبي (تشريح بشري عبر الإنترنت). - "The inguinal canal and derivation of the layers of the spermatic cord."
- صور تشريحيَّة:7509 على موقع مركز سوني دونستات الطبي.
- مقطع عرضي - مختبر التلدين، جامعة فيينا الطبية. pembody/body18b
- مقطع عرضي - مختبر التلدين، جامعة فيينا الطبية. pelvis/pelvis-e12-15
- درسٌ تشريحي حول inguinalregion مُعدٌ بواسطة ويسلي نورمان (جامعة جورجتاون). (spermaticcord)